# Directe rede
De directe rede is een stijlvorm waarbij de gedachte of uitspraak van een derde rechtstreeks door de spreker aangehaald wordt, waarbij meestal gebruik wordt gemaakt van de citaatuitluider (ook wel citaatinbedder). Het citaat komt daarbij tussen aanhalingstekens te staan:
Zoals Theo zei: ‘We gaan verder waar we zo'n 10 jaar geleden zijn opgehouden’.
Christopher zei tegen hem: ‘Mijn jongen, jij bent altijd bij me, en alles wat van mij is, is van jou.’
Wanneer de directe rede niet aan het einde van de zin staat, volgen er meestal iets verderop een komma en de citaatuitluider (bijv. riep hij, vroeg ze). Wanneer er sprake is van een samengestelde zin, maakt de directe rede meestal deel uit van de hoofdzin. De directe rede eindigt vaak met een uitroepteken of vraagteken:
‘Kom binnen!’, riep hij en zoende Rosalie vol op haar mond.
‘Hoe moet dat nu?’ vroeg ze, nog steeds een beetje huilend.
Ter inleiding van directe rede kan bijvoorbeeld in romans met veel dialogen in plaats van aanhalingstekens een half kastlijntje gebruikt worden.
– Huil je? vroeg ze.
– Nee, hoezo?
– Jawel, je huilt wél!